# Miljeong
Miljeong (hangul: 밀정; hanja: 密偵) é um filme de ação sul-coreano dirigido por Kim Jee-woon e escrito por Lee Ji-min e Park Jong-dae. Foi selecionado como representante de seu país ao Oscar de melhor filme estrangeiro em 2017.

## Elenco
- Song Kang-ho - Lee Jeong-chool
- Gong Yoo - Kim Woo-jin
- Han Ji-min - Yeon Gye-soon
- Shin Sung-rok - Jo Hoe-ryeong
- Um Tae-goo - Hashimoto
- Shingo Tsurumi - Higashi
- Kim Dong-young - Ha Chul-joo
- Heo Sung-tae - Ha Il-soo
- Lee Byung-hun - Jeong Chae-san
- Park Hee-soon - Kim Jang-ok
- Foster Burden - Ludvic